# Богове и генерали
„Богове и генерали“ (на английски: Gods and Generals) е американска историческа военна драма от 2003 г. на сценариста и режисьор Роналд Максуел. Адаптация е на едноименния роман на Джефри Сахара от 1993 г. и е предистория на филма „Гетисбърг“ от 1993 г., също режисиран от Максуел. По-голямата част от филма е финансирана от Тед Търнър. Филмът следва историята на Стоунуол Джаксън от началото на Американската гражданска война до смъртта му при Битката при Чансълърсвил.
Във филма участват Стивън Ланг в ролята на Стоунуол Джаксън, Джеф Даниълс в ролята на лейтенант полковник Джошуа Чембърлейн и Робърт Дювал като генерал Робърт Лий.